# Аутостопер (филм из 1969)
Аутостопер је југословенски ТВ-филм из 1969. у режији Србољуба Станковића а по сценарију Миодрага Новаковића.

## Улоге
| Глумац            | Улога |
| ----------------- | ----- |
| Вера Дедић        |       |
| Александар Груден |       |
| Божидар Стошић    |       |